# Коропузька сільська рада
Коропузька сільська рада  — колишній орган місцевого самоврядування у Городоцькому районі Львівської області з центром у с. Коропуж.

## Загальні відомості
Історична дата утворення: в 1939 році.

## Населені пункти
Сільраді були підпорядковані населені пункти:
- с. Коропуж
- с. Романівка
- с. Хишевичі

## Склад ради
- Сільський голова: Ярка Василь Миколайович
- Секретар сільської ради: Процах Віра Степанівна
- Загальний склад ради: 16 депутатів

### Керівний склад ради
| ПІБ                         | Основні відомості                                                 | Дата обрання | Дата звільнення |
| --------------------------- | ----------------------------------------------------------------- | ------------ | --------------- |
| Савицький Богдан Васильович | Сільський голова, 1951 року народження, освіта, безпартійний      | 26.03.2006   | 31.10.2010      |
| Ярка Василь Миколайович     | Сільський голова, 1955 року народження, освіта вища, безпартійний | 31.10.2010   |                 |

Примітка: таблиця складена за даними джерела

### Депутати
Результати місцевих виборів 2010 року за даними ЦВК
| № зп            | № округу        | Прізвище, ім'я, по батькові    | Дата визнання обраним | Відомості про обраного депутата                                                                              |
| Партія регіонів | Партія регіонів | Партія регіонів                | Партія регіонів       | Партія регіонів                                                                                              |
| --------------- | --------------- | ------------------------------ | --------------------- | --- |
| 1               | 3               | Горін Ігор Григорович          | 15.11.2010            | Освіта середня, позапартійний                                                                                |
| 2               | 4               | Кусій Ірина Володимирівна      | 02.11.2010            | Освіта вища, позапартійна, Коропузька загальноосвітня школа І-ІІІ ст., вчитель                               |
| 3               | 5               | Процах Віра Степанівна         | 02.11.2010            | Освіта вища, позапартійна, Коропузька сільська рада, секретар                                                |
| 4               | 13              | Дутканіч Юзефа Богданівна      | 02.11.2010            | Освіта середня, позапартійна, ПП "Юзефа", приватний підприємець                                              |
| Самовисування   |                 |                                |                       | |
| 1               | 1               | Голинський Ярослав Йосипович   | 02.11.2010            | Освіта вища, позапартійний, Коропузька загальноосвітня школа І-ІІІ ст., заступник директора                  |
| 2               | 2               | Мислицька Галина Григорівна    | 02.11.2010            | Освіта середня спеціальна, позапартійна, Комарнівський сирзавод, бухгалтер                                   |
| 3               | 6               | Цигелик Мирон Васильвич        | 02.11.2010            | Освіта середня спеціальна, позапартійний, пенсіонер                                                          |
| 4               | 7               | Струсінський Андрій Михайлович | 02.11.2010            | Освіта середня, позапартійний, Коропузька загальноосвітня школа І-ІІІ ст., інструктор водіння                |
| 5               | 8               | Николяк Петро Степанович       | 13.08.2012            | Освіта середня, позапартійний, м. Львів ТОВ"ТЕРМО-С", робітник                                               |
| 6               | 9               | Андрухів Федір Степанович      | 13.08.2012            | Освіта вища, член Партії регіонів, пенсіонер                                                                 |
| 7               | 10              | Бобеляк Богдан Петрович        | 02.11.2010            | Освіта середня спеціальна, позапартійний, Управління Держкомзему Городоцького району, спеціаліст І категорії |
| 8               | 11              | Процах Оксана Богданівна       | 02.11.2010            | Освіта середня спеціальна, позапартійна, відділення поштового зв’язку с. Завидовичі, начальник               |
| 9               | 12              | Павлишин Степан Михайлович     | 02.11.2010            | Освіта середня, позапартійний, пенсіонер                                                                     |
| 10              | 14              | Паньонтко Іван Степанович      | 02.11.2010            | Освіта середня, позапартійний, пенсіонер                                                                     |
| 11              | 15              | Ощіпок Ігор Гаврилович         | 02.11.2010            | Освіта середня, позапартійний, тимчасово не працює                                                           |
| 12              | 16              | Кравець Андрій Іванович        | 02.11.2010            | Освіта вища, позапартійний, Управлін.ветеринарної медицини, провідний спеціаліст                             |